# Igor Dekleva
Igor Dekleva,  slovenski pianist, skladatelj in pedagog, * 30. december 1933, Ljubljana.
Dekleva je dolgoletni predavatelj komorne klavirske igre na Akademiji za glasbo v Ljubljani. Koncertno nastopa kot pianist solist ali v duu s svojo ženo, pianistko Alenko Dekleva. Je avtor mnogih klavirskih skladb za otroke.
V letu 2005 je v knjižni obliki izšel življenjepis Igorja Dekleve, avtor monografije je muzikolog in glasbeni urednik Franc Križnar.
Leta 2016 je bil na predlog Akademije za glasbo imenovan za zaslužnega profesorja Univerze v Ljubljani.